# Proton Cars
Proton (skrót od Perusahaan Otomobil Nasional) – malezyjskie przedsiębiorstwo produkujące samochody oraz motocykle. Zostało założone w 1985 roku.

## Historia firmy
Przedsiębiorstwo Proton powstało w maju 1983 roku jako Perusahaan Otomobil Nasional Berhad. W lipcu 1985 r. rozpoczęło produkcję modelu Proton Saga na licencji Mitsubishi.
Samochody tej marki wyposażane są przeważnie w silniki i inne podzespoły samochodów Mitsubishi. W latach 1985–2004 koncern Mitsubishi posiadał 7,93% akcji tego przedsiębiorstwa. W kwietniu 2004 roku firma przyjęła nazwę Proton Holdings Berhad.
Dynamicznie rozwijające się przedsiębiorstwo Proton przejęło w 1996 roku 80% akcji europejskiego przedsiębiorstwa wyspecjalizowanego w produkcji samochodów sportowych – Lotus. W 2002 roku udział ten został zwiększony do 95,65%. Oprócz Malezji zakłady produkcyjne bądź montownie tego przedsiębiorstwa można spotkać w takich krajach jak: Australia, Indonezja (od 2005), Iran (od 2002), Nepal, Singapur, Turcja oraz Wielka Brytania.
Pierwszy Proton o nazwie Saga pojawił się w 1985 roku. W roku 1997 produkcja wzrosła do 230 tysięcy samochodów rocznie. Następnie spadała i w 2004 roku wyniosła 179,7 tys. szt., zaś w 2006 roku – 76 tys. sztuk. Do tego należy dodać około 3 tys. sztuk modeli firmy Lotus powstałych w Wielkiej Brytanii. W 2004 roku Proton zaprezentował pierwszy własny projekt (Gen-2), opracowany przy pomocy Lotusa. Model ten miał trafić do Polski w ramach rozliczenia za kupioną przez Malezję partię czołgów PT-91 Twardy.
W Iranie od lipca 2002 roku w ilości około 1 tys. sztuk rocznie montowany jest model Proton Wira. Planuje się tam również montaż modeli Gen-2 i Impian.
W 2007 roku (pod marką Europestar) rozpoczęto produkcję modelu Persona w Chinach.

## Modele
Produkowane:
- Proton Arena/Jumbuck
- Proton Chancellor
- Proton Exora
- Proton Gen-2
- Proton MPV
- Proton Persona
- Proton Perdana
- Proton Saga II
- Proton Satria Neo
- Proton Savvy
- Proton Waja/Waja CPS/Impian

Wycofane z produkcji:
- Proton Juara
- Proton Saga/Saga Iswara/Iswara
- Proton Tiara
- Proton Putra
- Proton Satria
- Proton Wira/Persona I

## Galeria modeli

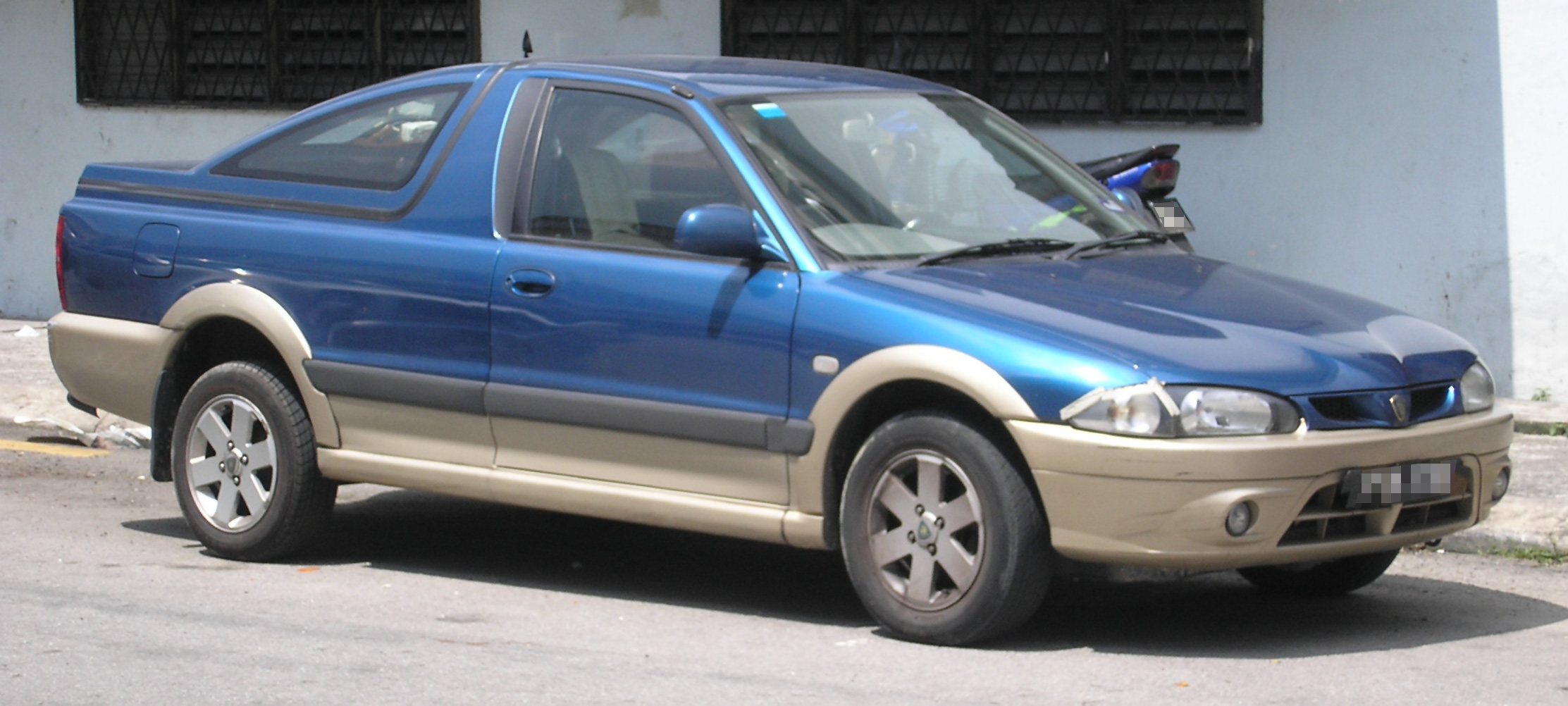
Proton Arena/Jumbuck
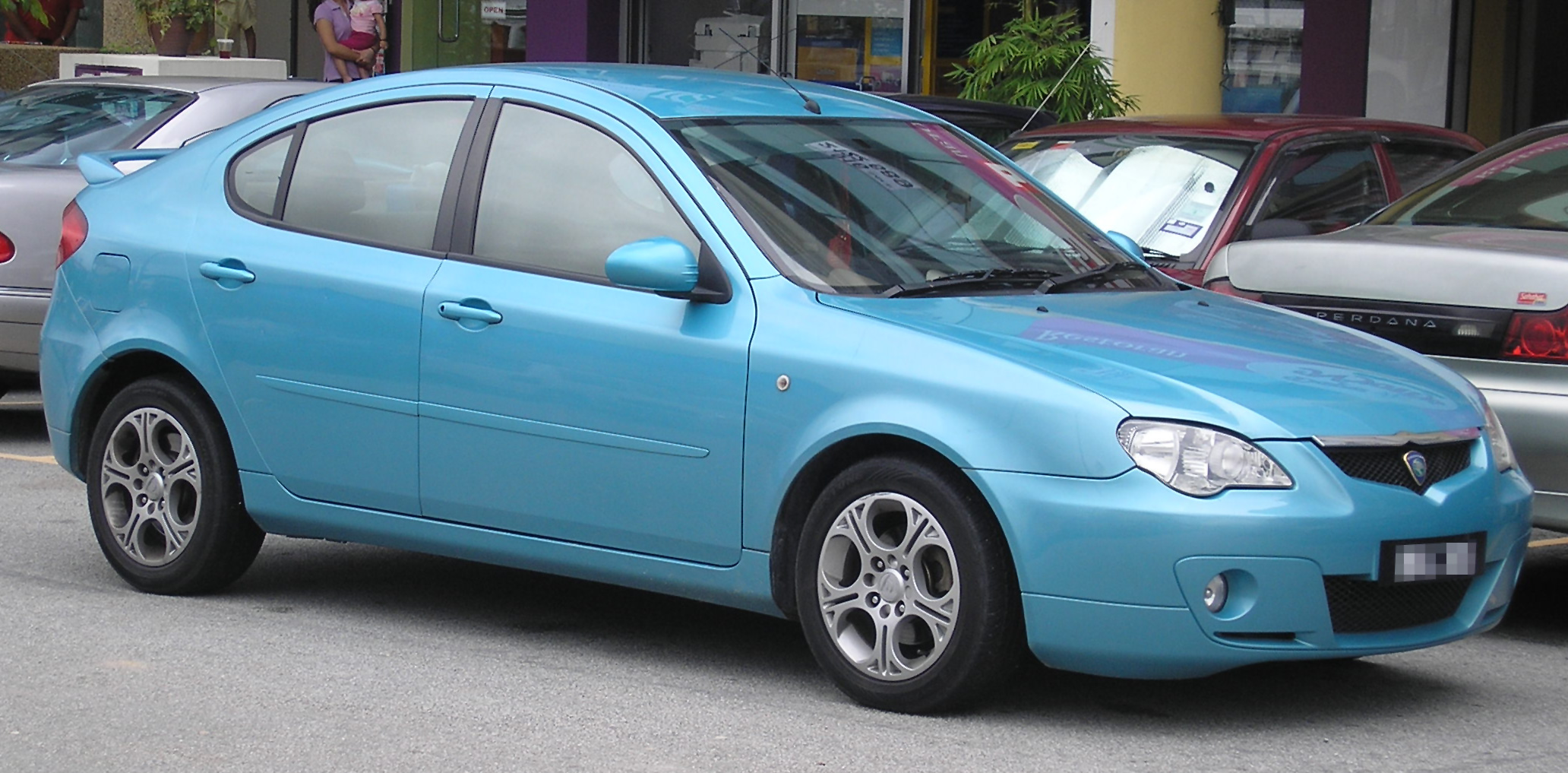
Proton Gen-2
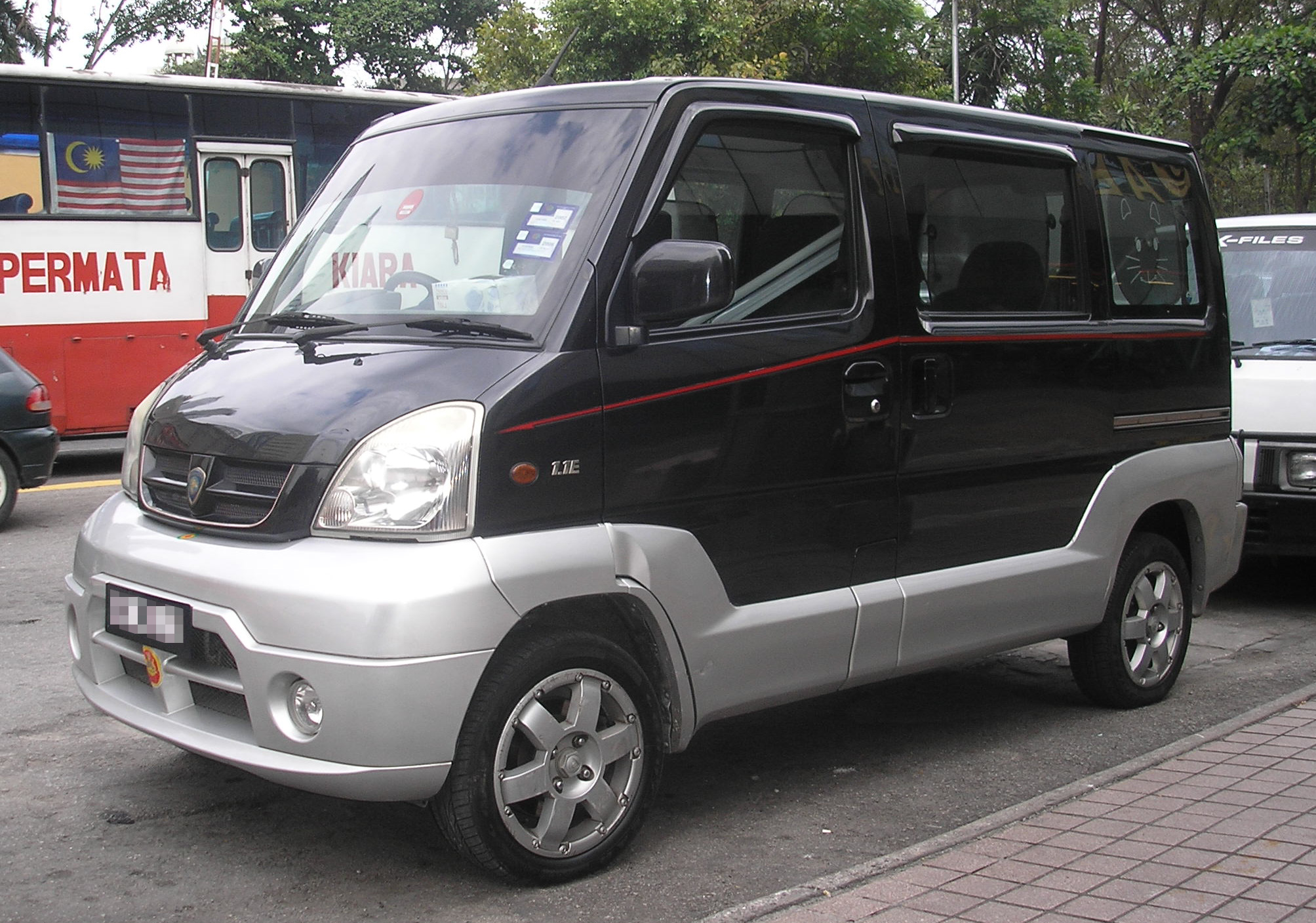
Proton Juara
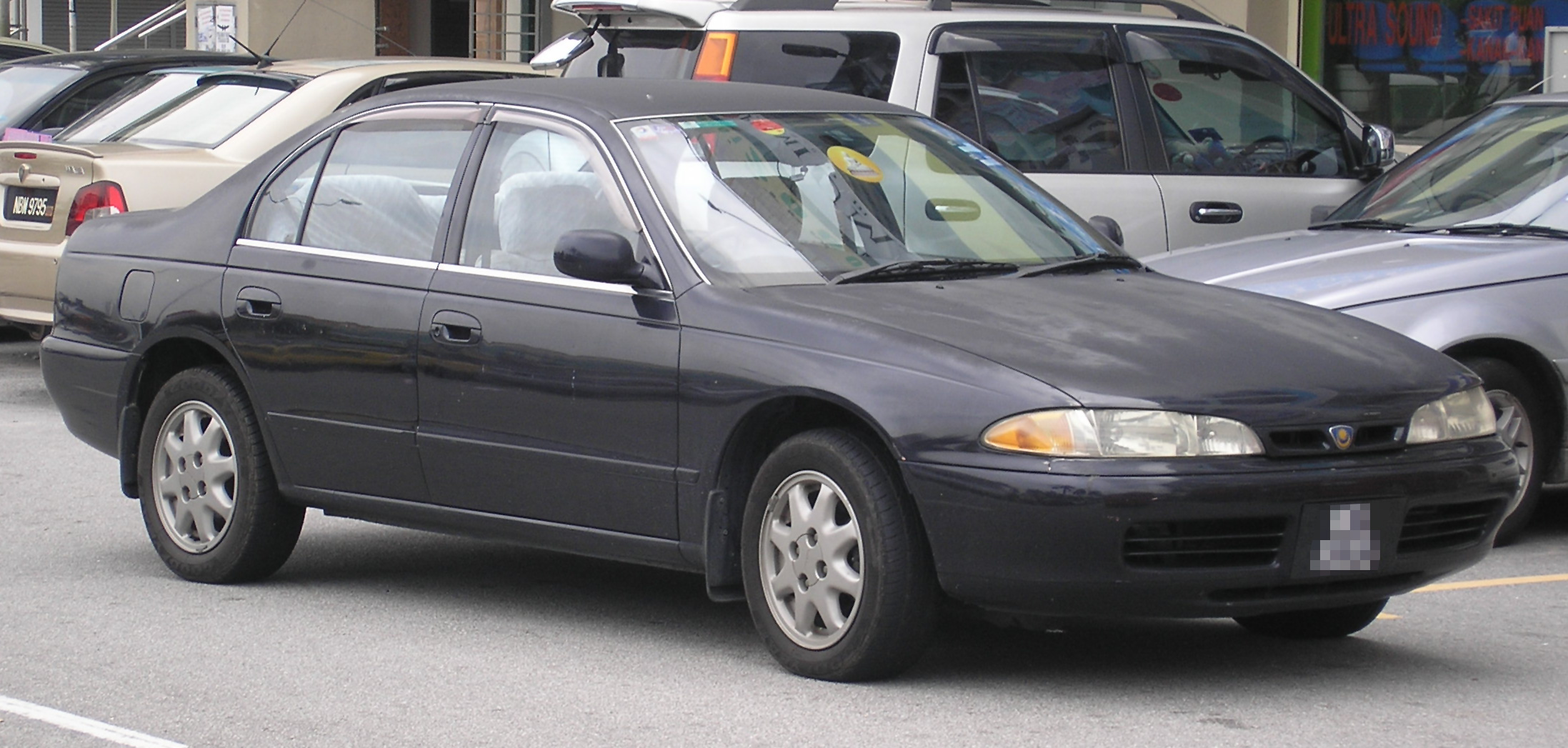
Proton Perdana
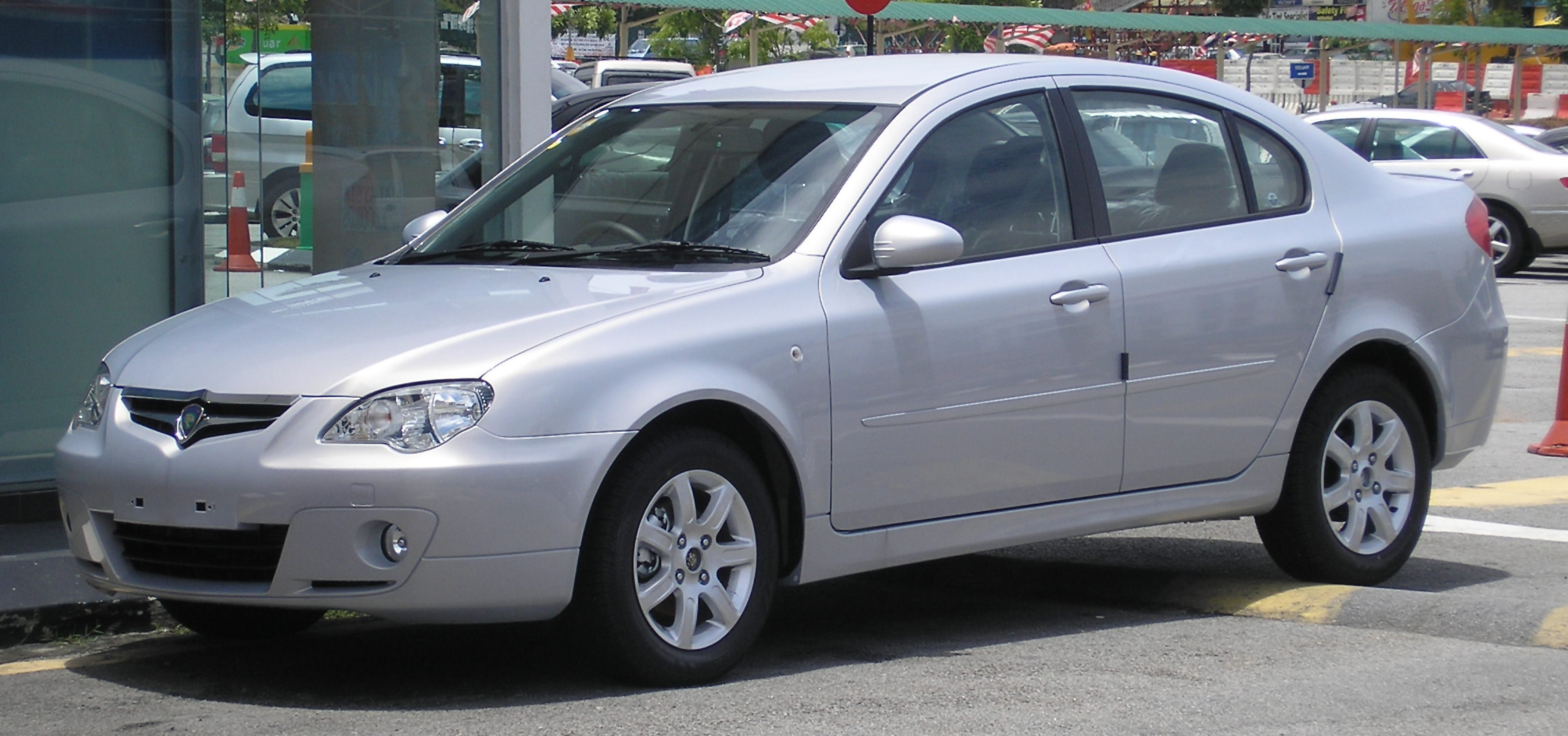
Proton Persona II
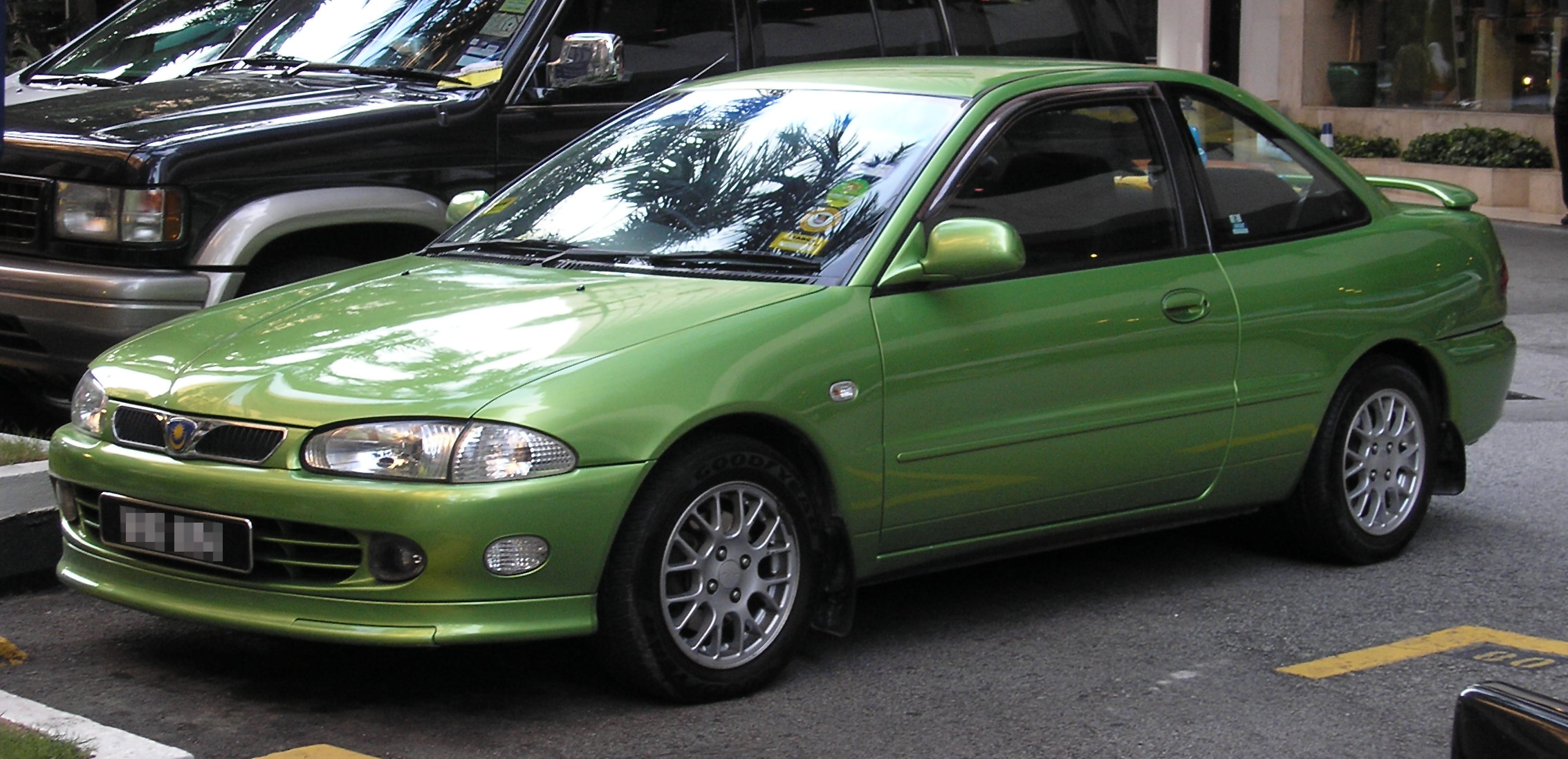
Proton Putra
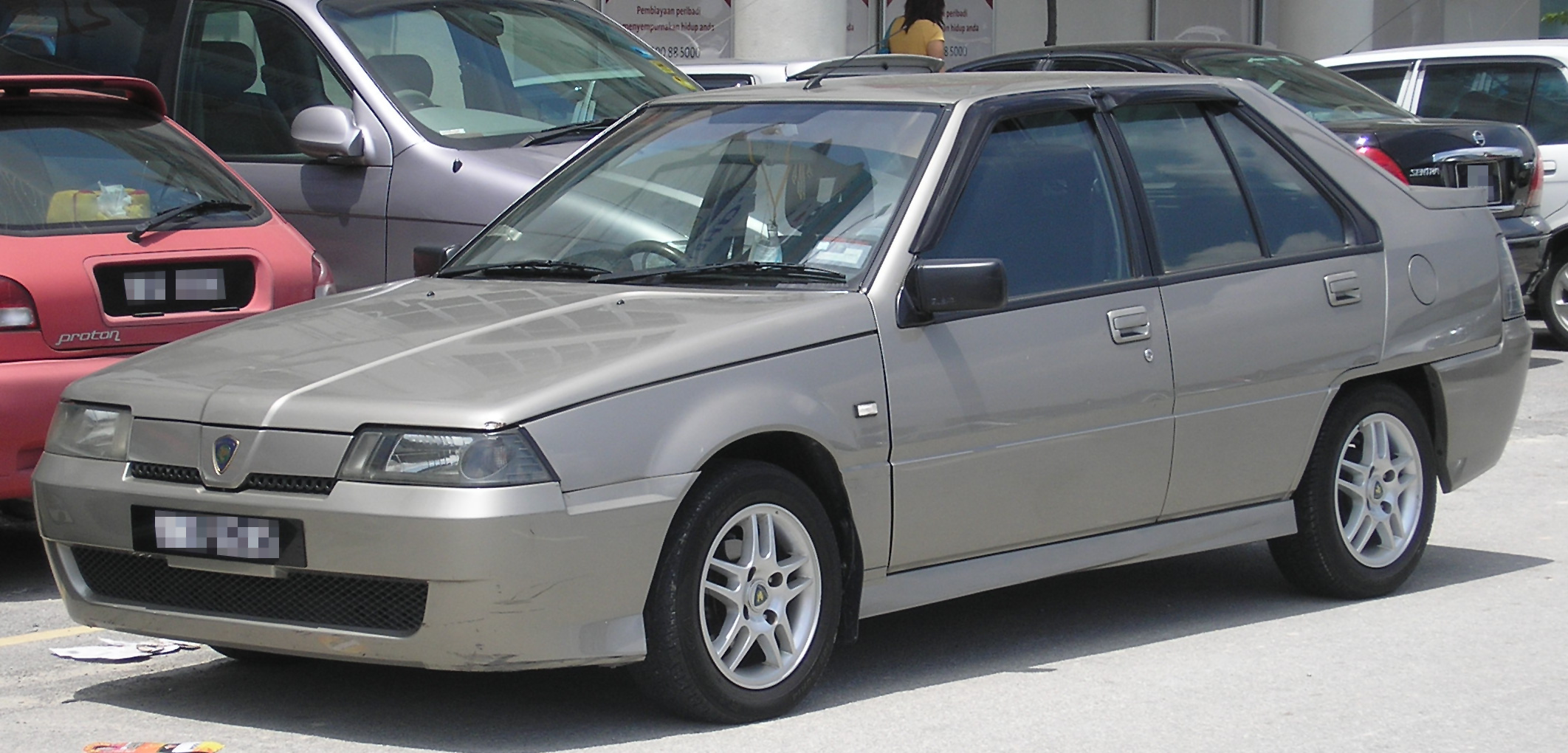
Proton Saga I
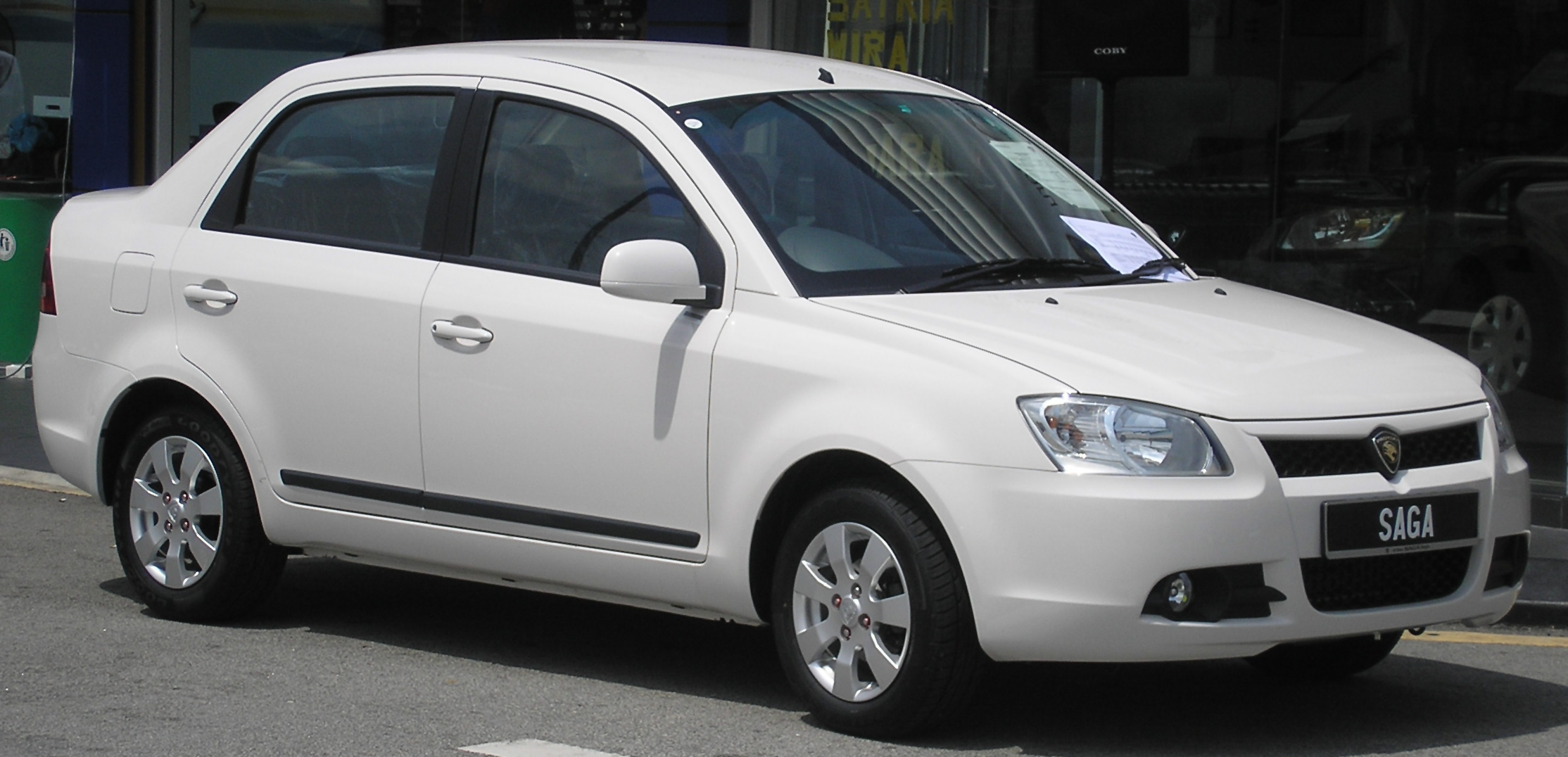
Proton Saga II
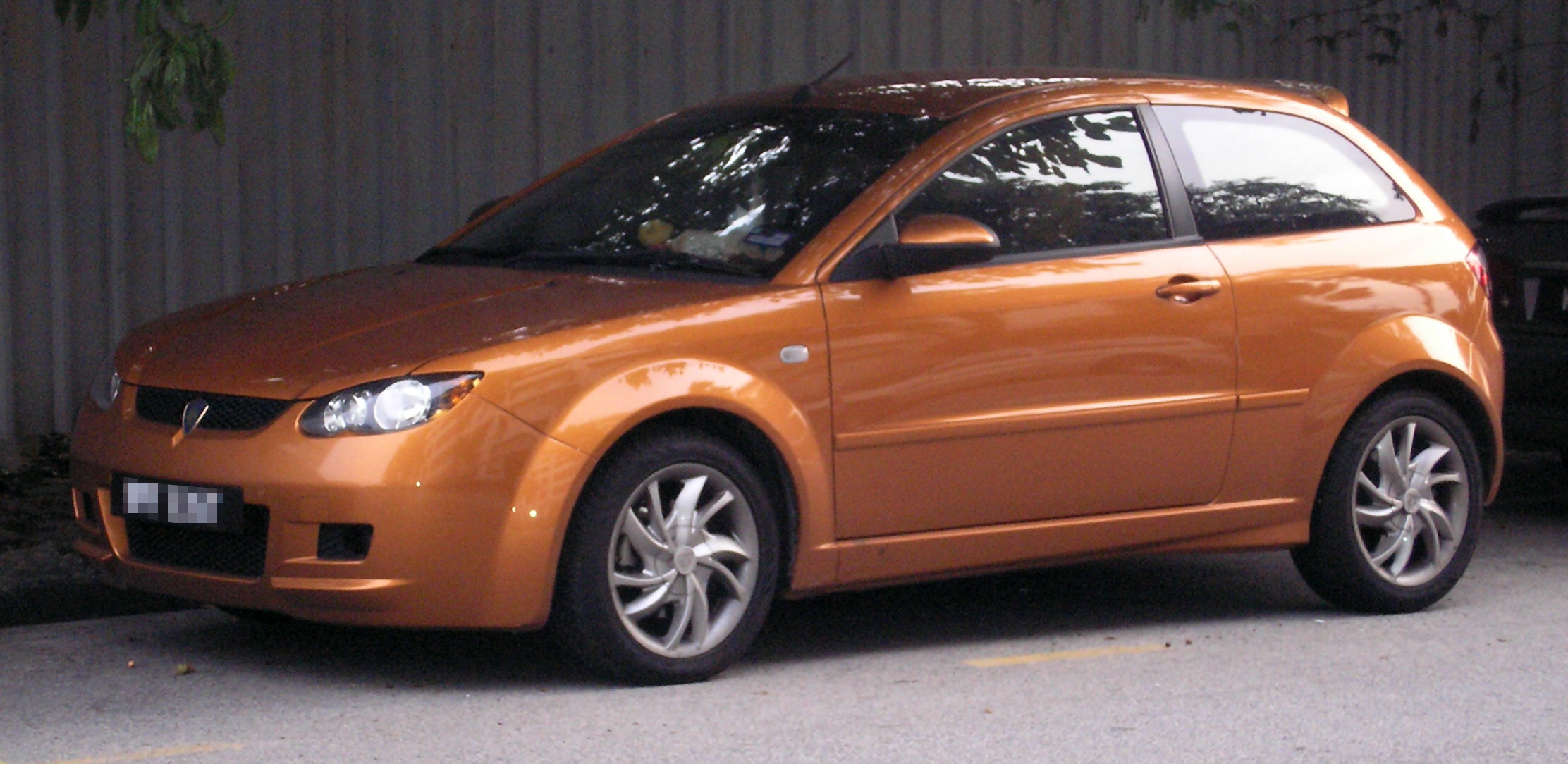
Proton Satria Neo
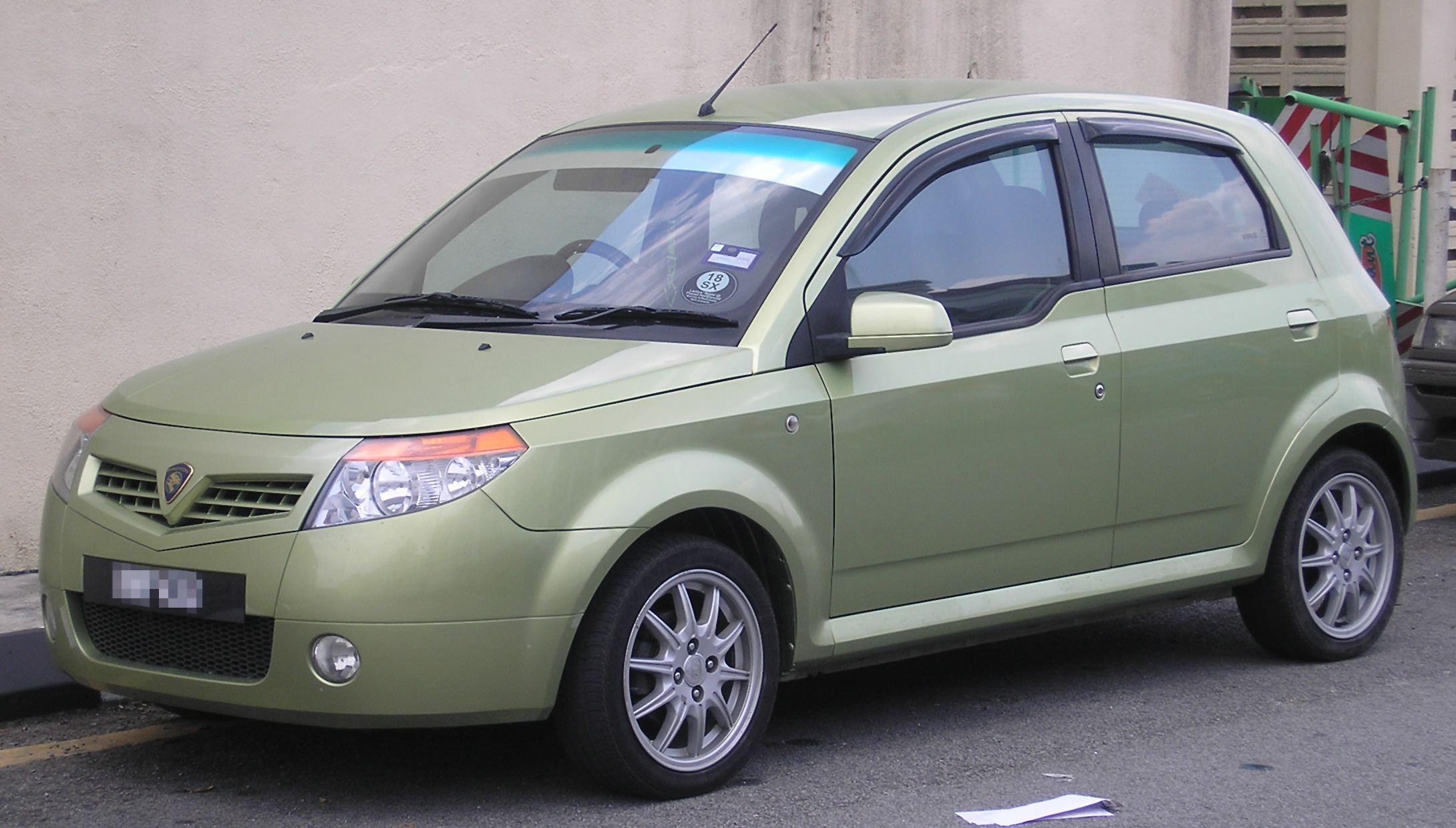
Proton Savvy
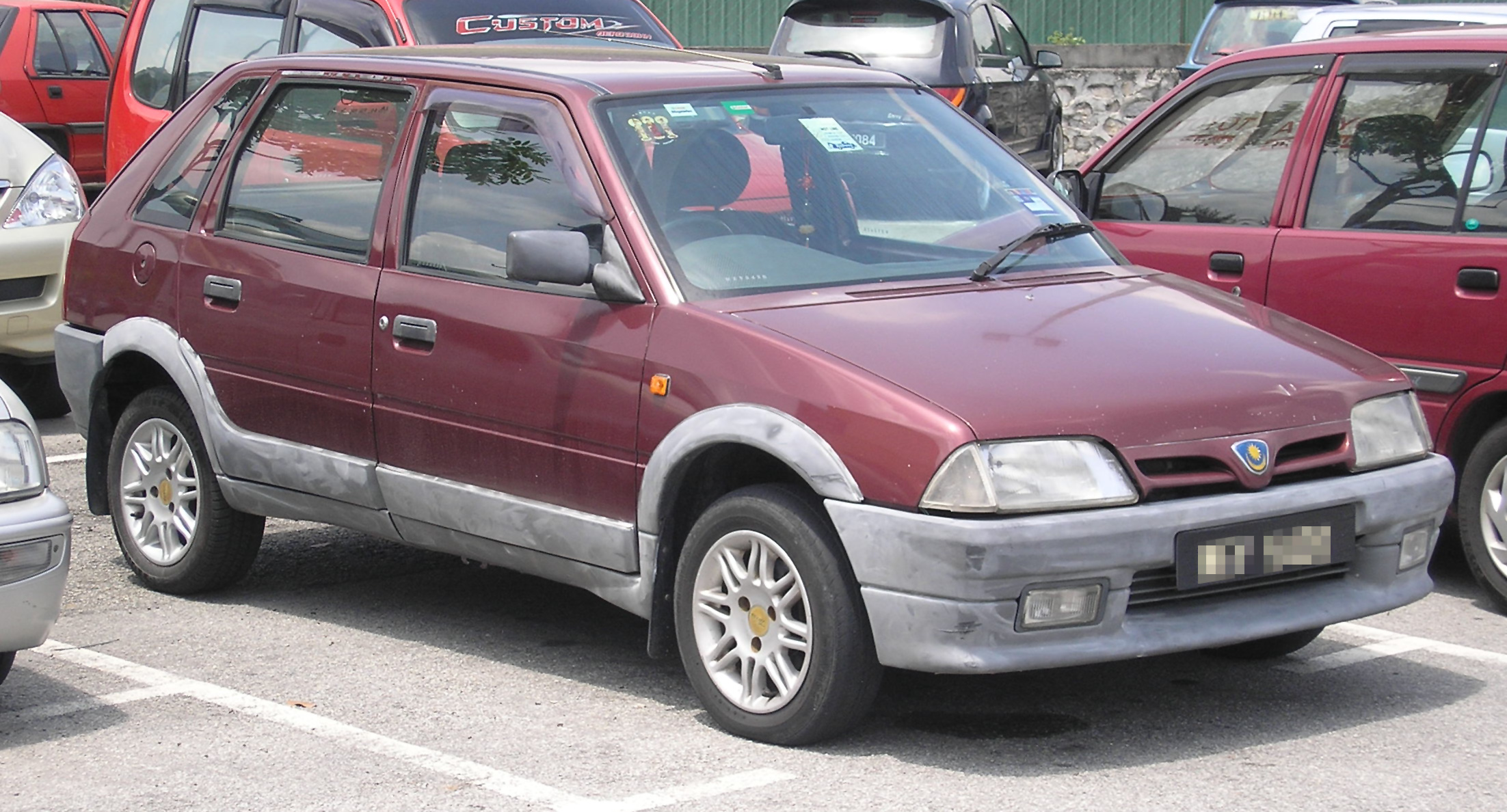
Proton Tiara
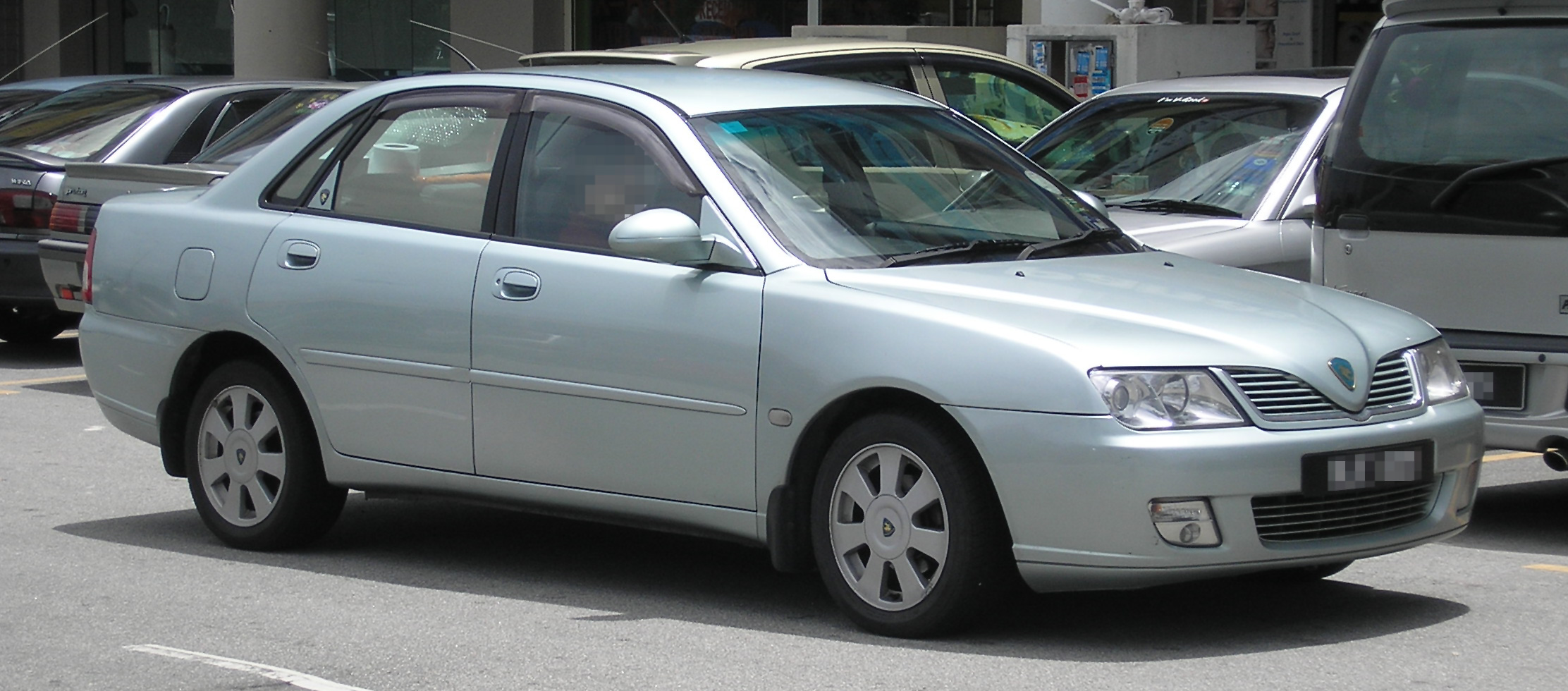
Proton Waja / Impian
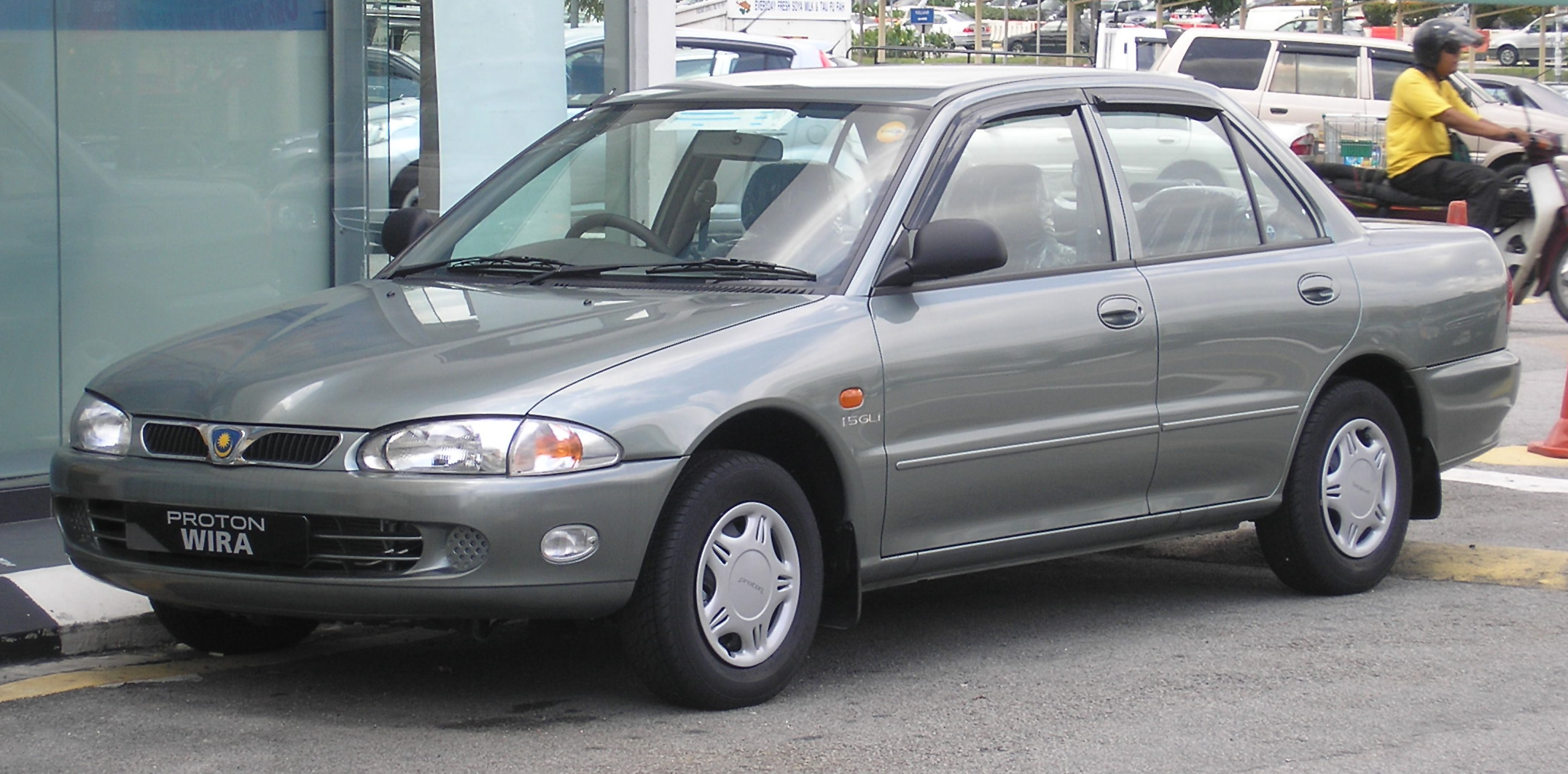
Proton Wira